# Умаханов, Артур
Артур Умаханов (27 февраля 1979, с. Уллубийаул, Карабудахкентский район, Дагестанская АССР, РСФСР, СССР) — российский боец смешанного стиля, представитель лёгкой весовой категории. Выступает на профессиональном уровне с 2004 года по 2010 годы, известен по участию в турнирах бойцовских организаций Cage Rage. Чемпион России по рукопашному бою.

## Карьера
Является чемпионом России 2004 года по рукопашному бою. В ноябре 2006 года во Владивостоке стал обладателем Кубка России по панкратиону. В 2007 году стал чемпионом России по панкратиону. 5 июня 2004 года в Хабаровске провёл первый профессиональный бой, в котором проиграл казахстанцу Ардаку Назарову.

## Личная жизнь
Является отцом четверых детей. По национальности — кумык.